# Beni Mellal
Beni Mellal   este un oraș  în  partea centrală a Marocului. Este reședința  regiunii Tadla-Azilal.